# Guadalupe Grande
Pour les articles homonymes, voir Grande.
Guadalupe Grande, née à Madrid le 30 mai 1965 et morte dans la même ville le 2 janvier 2021, est une poétesse contemporaine espagnole, diplômée en anthropologie sociale de l'université complutense de Madrid. 

## Biographie
Guadalupe Grande est la fille de l'écrivain Félix Grande.
Critique littéraire, enseignante, elle est l'auteure de El libro de Lilit (prix Rafaël Alberti 1995, Renacimiento, Madrid, 1996), La llave de la niebla (Calambur, Madrid, 2003) et Mapas de cera (Poesía Circulante, Málaga, 2006). Une anthologie est parue en français aux éditions Alidades en 2010 avec une postface de Carlo Bordini.